# 持続可能性
持続可能性（じぞくかのうせい、英: sustainability〈サステナビリティ、サステイナビリティ〉）は、将来にわたって現在の社会の機能を継続していくことができるシステムやプロセスのこと。
一般的にはそういった仕組みを指すが、環境学的には生物的なシステムがその多様性と生産性を期限なく継続できる能力のことを指し、さらに組織原理としては、持続可能な発展を意味する。すなわち、人間活動、特に文明の利器を用いた活動が、将来にわたって持続できるかどうかを表す概念であり、エコロジー、経済、政治、文化の4つの分野を含むものとされる。
経済や社会など人間活動全般に用いられるが、特に環境問題やエネルギー問題について使用される。この概念は「ブルントラント報告」（国連の環境と開発に関する世界委員会〈WCED〉による報告書「Our Common Future」、1987年）で提起された。以上から転じて、企業の社会的責任（CSR）との関係で、企業がその活動を持続できるかどうかという意味で論じられることもあるが、これは本来の用法とは異なる。
持続可能性の経済的側面については議論がある。学者たちは、「弱い持続可能性」と「強い持続可能性」という概念で議論してきた。例えば、「万人のための福祉と繁栄」という考え方と環境保全の間には常に緊張関係があり、トレードオフが必要である。経済成長と環境悪化を切り離すアプローチが望ましい。しかし、それを実行するのは難しい。
持続可能性の測定は難しい。指標は環境、社会、経済の領域を考慮する。指標は進化している。現在、認証制度、企業会計の種類、指標の種類などがある。
持続可能性の移行を可能にするためには、持続可能性に対する多くの障壁に対処する必要がある。自然とその複雑さから生じる障壁もある。その他の障壁は、持続可能性の概念に外在するものである。例えば、各国の支配的な制度的枠組みに起因するものである。
環境の持続可能性に移行するために、人々が取りうるアプローチは数多くある。生態系サービスの維持、食品廃棄物の削減、植物性食品への食生活のシフトの促進などである。また、出生率を低下させることで人口増加を抑えることもできる。その他にも、新しいグリーン・テクノロジーを推進し、化石燃料への補助金を段階的に廃止しながら再生可能エネルギーを採用することもある。
2015年に国連は持続可能な開発目標（SDGs）に合意した。
持続可能な開発への障壁を克服するための選択肢の1つは、経済成長と環境保全を切り離すことである。これは、経済成長をしながらも、単位生産量あたりの資源使用量を減らすことを意味する。これを実行するのは難しい。専門家の中には、それが必要な規模で行われているという証拠がないと言う人もいる。グローバルな問題は、グローバルな解決策を必要とするため、取り組むのが難しい。国連や世界貿易機関（WTO）のような既存のグローバル組織は、現行のグローバル規制を実施する上で非効率的である。その理由の一つは、適切な制裁メカニズムがないことである:135-145。持続可能性のための行動源は政府だけではない。企業グループは、エコロジーへの関心と経済活動との統合を試みている。宗教指導者は、自然への配慮と環境の安定の必要性を強調している。個人もまた、より持続可能な生き方をすることができる。

## 定義
持続可能性は「規範的概念」であり、人々が何を重視し、何を望ましいと考えるかに基づいている。「持続可能性の追求は、科学的研究によって知られていることを、人々が未来に望むことを追求する応用に結びつけることを含む」。

## 水産資源の持続可能性
もともと、sustainability（持続可能性）は水産資源を如何に減らさずに最大の漁獲量を得続けるかという水産資源における資源評価という分野の専門用語であった。日本政府も、国際連合食糧農業機関（FAO）に対し持続可能な開発と水産物貿易に関する日本提案を行っている。

## 畜産資源の持続可能性
人口増加や中間層の台頭を背景に肉の消費量が増え、将来の食料不足への懸念が高まっている。こうしたなかで、動物由来の食材や成分を使わない「ミートレス」への取り組みが広がっている。植物由来の原材料で作る「代替肉/プラントベースドミート（植物肉）」や、肉の代わりのたんぱく源として昆虫食を開発するスタートアップが注目されている。また、畜産は多くのCO2を排出するため、気候変動に与える影響についての懸念も高まっている。畜産の過程では多くの土地、水、穀物が必要であり資源を多く使う。畜産に使われる穀物は世界の飢餓をなくすことができると言われている。

## 限りある資源の持続可能性
可採年数に限りのある物質を消費し続ける人間活動は持続可能性がない。
- 化石燃料は採掘しつくせば得ることはできなくなる。化石燃料の可採残量には限りがあるため、化石燃料に依存した文明は持続可能性がない。代替エネルギー源として再生可能エネルギーが期待されている。
- 金属（鉄・銅・レアメタル等）にも可採残量に限りがあり、これら金属を消費し続ける人間活動は持続可能性がない。リサイクルによる資源の再生利用や、代替金属の開発が期待されている。

## 廃棄物処理の持続可能性
廃棄物が完全に無害でなければ持続可能性がないとされる。

## 持続可能な開発
ブルントラント委員会として知られる環境と開発に関する世界委員会（WCED）は「将来世代のニーズを損なうことなく現在の世代のニーズを満たすこと」を持続可能な開発の条件として挙げており、開発に限らずこの条件は、"持続可能性"の条件となっている。
Learning for sustainability（持続可能性への学び）は、2005年の愛・地球博地球市民村のテーマとなっていた。

## ユネスコによる持続可能性
国連を筆頭に多くの国際機関が持続可能性を追求している。ユネスコの世界遺産による持続可能性の提議は関心を引き付けるだけの力がありうる（詳細は「持続可能な開発#世界遺産における持続可能な開発」を参照）。
無形文化財版の世界遺産とされる無形文化遺産は、創設の理念からして伝承の危機にある民俗芸能や伝統工芸の継承にあり、精神文化や技能の持続可能性を探るものである。
自然遺産（世界遺産）の原型となった「MAB（人間と生物圏）計画」の生物圏保護区（エコパーク）は、自然遺産が厳格厳正な保護を目的とするのに対し、生物圏保護区では環境資源（環境財・文化的環境）の一定の利用を認め自然と共存することを目的としている。この背景にある生物多様性条約も昆虫や微生物から植物に至る多様な生物の健全で公平な活用（例えば新薬開発）も網羅している。
創造都市ネットワークは創造産業による都市の成長を喚起するもので、都市が消費のみだけでなく文化経済的な持続可能性を備えることも目的とする。創造産業の推進に関しては伝統産業（文化遺産）を土台として発展を促す「遺産と創造性プロジェクト」も推進しており、「創造性に関する持続可能性の宣言」も発せられている。

## 領域

持続可能性のベン図
持続可能性は3つの次元が重なる領域と考えられている

### 3つの次元の発展
学者は通常、持続可能性を3つの異なる分野に分けて考える。環境、社会、経済である。この概念にはいくつかの用語が使われている。著者は、3つの柱、次元、構成要素、側面、視点、要因、または目標について語ることがある。この文脈では、すべてが同じことを意味している。学者がその区別自体を疑問視することはほとんどない。3つの次元を持つ持続可能性という考え方は、文献において支配的な解釈である。
1987年のブルントラント報告書では、環境と開発は切り離せないものであり、持続可能性を追求する上で一体であるとしている。ブルントラント報告書では、持続可能な開発は、環境問題と社会問題を結びつける世界的な概念であるとしている。また、持続可能な開発は、発展途上国にとっても先進国にとっても重要であると付け加えている：
| 「 | 『環境』とは、私たち全員が住んでいる場所であり、『開発』とは、その住まいの中で私たちの地位を向上させるために私たち全員が行うことです。この2つは切り離すことができない。私たちは、人類の進歩を数年の間だけでなく、遠い将来まで地球全体で持続させるような、新たな発展の道が必要だと考えるようになった。こうして「持続可能な開発」は、「発展途上国」だけでなく、工業国にとっても目標となった。 - 『Our Common Future』（ブルントラント報告書としても知られる/1987年）： 序文とセクションI.1.10 | 」 |

1992年の環境と開発に関する国際連合会議（地球サミット）における環境と開発に関するリオ宣言は、「持続可能性に向けた動きの基礎となる文書」とみなされており: 29、生態系の完全性に関する具体的な言及が含まれている: 31。リオ宣言の実施に関連する計画も、このように持続可能性を論じている。この計画「アジェンダ21」は、経済、社会、環境の側面について次のように語っている: 8.6 。
| 「 | 各国は、経済、社会、環境の各側面における変化を測定する指標を採用することにより、持続可能な開発の達成に向けた進捗状況を監視・評価するシステムを開発することができる。 - 環境と開発に関する国際連合会議（地球サミット/1992年）、: 8.6 | 」 |

2015年から2030年までの行動計画である2030アジェンダも、持続可能性をこのように捉えている。その中核となる169のターゲットを持つ17の持続可能な開発目標（SDGs）は、持続可能な開発の3つの次元「経済、社会、環境」のバランスをとるものだと考えている。

### 階層

持続可能性の3つの次元
経済 (Economy)、社会 (Society)、環境 (Environment) の階層構造

SDGsのウェディングケーキモデル

3つの楕円が入れ子になっている図は、持続可能性の3つの次元間（経済、社会、環境）の階層構造を示している。この図では、環境という次元に特別な地位を与えており、環境には社会が含まれ、社会には経済状況が含まれる。
SDGsのウェディングケーキモデルも3つの次元を同じような方法で示しており、経済は社会システムの小さなサブセットである。そして社会システムは、生物圏システムのより小さなサブセットである。ウエディングケーキモデルは入れ子になった楕円の図に似ており、環境の次元やシステムが他の2つの次元の基礎となっている。
学者たちは、持続可能性の3つの次元をどのようにランク付けする かについて議論してきた。多くの出版物は、環境の次元が最も重要であると述べている（Planetary IntegrityまたはEcological Integrityは、環境の次元を表す他の用語である）。
多くの専門家によれば、生態系の完全性を守ることが持続可能性の中核である。
2022年、ある評価が持続可能な開発目標の政治的影響を調査した。その評価では、「地球の生命維持システムの完全性」が持続可能性にとって不可欠であることが明らかにされた： 140。著者は、「SDGsは、惑星、人間、繁栄の懸念はすべてひとつの地球システムの一部であり、惑星の完全性を守ることは手段ではなく、それ自体が目的であるべきだということを認識していない」と述べている： 147。環境保護の側面は、SDGsの明確な優先事項ではない。このことは、各国が開発計画において環境の比重を低くすることを助長しかねないという問題を引き起こす： 144。著者は、「惑星規模での持続可能性は、地球の生物物理学的限界を認識する包括的なPlanetary Integrity Goalのもとでのみ達成可能である」と述べている： 161 。
他の枠組みは、持続可能性を個別の次元に区分することを完全に回避している。

### 環境の持続可能性
環境という側面は、持続可能性という概念全体の中心をなすものである。1960年代から1970年代にかけて、環境汚染に対する人々の意識が高まった。その結果、持続可能性や持続可能な開発について議論されるようになった。このプロセスは、1970年代の環境問題への関心から始まった。その中には、自然生態系や天然資源、人間環境も含まれていた。その後、それは人間社会を含む、地球上の生命を支えるすべてのシステムにまで拡大した： 31。
こうした環境への悪影響を減らすことは、環境の持続可能性を向上させることになる： 34 。
環境汚染は新しい現象ではない。しかし、人類の歴史の大部分において、環境汚染は地域的または地方的な問題でしかなかった。地球環境問題に対する意識が高まったのは20世紀に入ってからである： 5。1960年代には、DDTのような農薬の有害な影響と世界的な広がりがクローズアップされた。1970年代には、フロン（CFCs）がオゾン層を破壊していることが明らかになった。このため、1987年のモントリオール議定書により、事実上フロンが禁止された： 146 。
20世紀初頭、アレニウスは温室効果ガスが気候に及ぼす影響について議論し（「地球温暖化に関する動きの歴史」も参照）。人間活動による気候変動は、数十年後に学術的・政治的なテーマとなった。その結果、1988年に気候変動に関する政府間パネル（IPCC）が設立され、1992年に気候変動に関する国際連合枠組条約（UNFCCC）が採択（1994年発効）された。 
1972年、国連人間環境会議（ストックホルム会議）が開催された。環境問題に関する最初の国連会議である。同会議は、人間環境を保護し改善することが重要であると述べた： 3。野生生物と自然の生息地を保護する必要性を強調した： 4 。
| 「 | 大気、水、土地、動植物、[...]自然生態系を含む地球の天然資源は、現在および将来の世代の利益のために、必要に応じて慎重な計画または管理を通じて保護されなければならない。 - 国連人間環境会議（ストックホルム会議/1972年）、：4ページ、原則2 | 」 |

2000年、国連は8つのミレニアム開発目標（MDGs）を発表した。その目的は、2015年までにそれらを達成することであった。目標7は「環境の持続可能性の確保」であった。しかし、この目標には社会的、経済的持続可能性という概念は言及されていなかった。
持続可能性の環境的側面に関する公的な議論では、しばしば特定の問題が上位を占める。21世紀においては気候変動、生物多様性、公害などがその例である。その他の世界的な問題としては、生態系サービスの損失、土地の劣化、畜産業の環境への影響、海洋プラスチック汚染や海洋酸性化を含む大気汚染や水質汚染などがある。これには大気、土地、水資源への影響が含まれる。 
人間の活動は現在、地球の地質や生態系に影響を与えている。このことからパウル・クルッツェンは、現在の地質学的エポックを「人新世」と呼んだ。

### 経済的持続可能性

左:「取る、作る、無駄にする」直線的アプローチ/右: 循環型経済アプローチ
循環型経済は、経済的持続可能性の側面を改善することができる

持続可能性の経済的側面については、さまざまな議論がある。持続可能な開発とは、経済的な発展や成長のみを意味すると考える人もいるだろう。また、環境保全と基本的ニーズ（食料、水、健康、住居）に対する福祉目標の達成との間のトレードオフに重点を置く人もいる。
経済発展は、確かに飢餓やエネルギー貧困を減らすことができる。これは特に後発開発途上国において顕著である。だからこそ、持続可能な開発目標8は、社会的進歩と福祉を推進するための経済成長を求めている。しかし、課題は環境への影響を抑えながら経済活動を拡大することである。その最初の目標は以下の通りである。
ブルントラント報告書は、貧困が環境問題を引き起こすと述べている。貧困は環境問題の結果でもある。したがって、環境問題に取り組むには、世界の貧困と不平等の背後にある要因を理解する必要がある： 第I.1.8節。報告書は、持続的な人類の進歩のための新たな開発路線を要求している。これは開発途上国と先進国の両方にとっての目標であることを強調している： 第I.1.10節 。
国連環境計画（UNEP）と国連開発計画（UNDP）は、2005年に「貧困・環境イニシアティブ」を立ち上げ、3つの目標を掲げている。極度の貧困の削減、温室効果ガスの排出削減、自然資産の正味損失の削減である。この構造改革ガイドは、各国がSDGsを達成することを可能にする： 11。また、エコロジカル・フットプリントと経済発展の間のトレードオフにどのように対処するかを示すべきである: 82 。

### 社会の持続可能性
社会正義は、社会的持続可能性の一部分に過ぎない。
持続可能性の社会的側面は十分に定義されていない。ある定義では、人々が主要な分野において構造的な障害に直面しなければ、社会的に持続可能な社会であるとされている。これらの重要な領域とは、健康、影響力、能力、公平性、意味形成である。
社会問題を議論の中心に据える学者もいる。これらの領域には、生態学的持続可能性、経済的持続可能性、政治的持続可能性、文化的持続可能性が含まれる。これらの領域はすべて、社会と自然の関係に依存している。生態学的領域は、環境に組み込まれた人間として定義される。この観点から、社会的持続可能性は、すべての人間活動を包含する。 経済、環境、社会が交差する領域を超えている。
より持続可能な社会システムのための広範な戦略は数多くある。その中には、教育の改善や女性の政治的エンパワーメントも含まれる。これは特に発展途上国におけるケースである。社会正義をより重視することも含まれる。これには、国内および国家間の貧富の公平が含まれる。また、世代間の公平性も含まれる。社会的弱者により多くの社会的セーフティ・ネットを提供することは、社会の持続可能性に貢献するだろう： 11 。
社会的持続可能性の高い社会は、生活の質の高い住みやすいコミュニティ（公平で、多様で、つながりがあり、民主的であること）につながる。
先住民のコミュニティは、持続可能性の特定の側面、例えば、精神的な側面、コミュニティを基盤とした統治、場所と地域性の重視などに重点を置くかもしれない。

### さらなる領域の提案
さらなる領域を提案する専門家もいる。これらは、制度的、文化的、政治的、技術的な領域をカバーすることができる。

### 文化的持続可能性
第4の次元を主張する学者もいる。例えば、文化のためのアジェンダ21や都市と自治体連合は、持続可能な開発には確固たる文化政策が含まれるべきだと主張している。彼らはまた、すべての公共政策に文化的な側面を取り入れることを提唱している。もうひとつの例は、文化の持続可能性を含む「サークルズ・オブ・サステナビリティ」のアプローチである。

## 領域間の相互作用

### 環境的・経済的側面
持続可能性の環境的側面と経済的側面の関係について、人々はしばしば議論する。このモデルでは、弱い持続可能性の概念は、人間によって作られた資本が自然資本のほとんどに取って代わる可能性があると述べている。人々はそれを自然と呼ぶこともある。この例としては、汚染を削減するための環境技術の利用が挙げられる。
そのモデルにおける反対の概念は、強力な持続可能性である。これは、技術では代替できない機能を自然が提供していることを前提としている。したがって、強い持続可能性は、生態系の完全性を維持する必要性を認めている。一度そのような機能を失うと、多くの資源や生態系サービスを回復したり修復したりすることはできない。受粉や肥沃な土壌とともに、生物多様性がその例である。その他にも、きれいな空気、きれいな水、気候システムの調整などがある。
弱い持続可能性には批判もある。政府や企業には好評かもしれないが、地球の生態学的完全性の保全は保証されていない。
世界経済フォーラムは、2020年にこのことを説明した。同フォーラムは、44兆ドルの経済価値の創出が自然に依存していることを明らかにした。世界のGDPの半分以上にあたるこの価値は、したがって自然損失に対して脆弱である。自然損失は、多くの要因から生じる。土地利用の変化、海洋利用の変化、気候変動などである。その他の例としては、天然資源の利用、汚染、侵略的外来種などがある。

### トレードオフ
持続可能性の異なる次元間のトレードオフは、よく議論されるテーマである。持続可能性の環境的、社会的、経済的側面のバランスをとることは難しい。なぜなら、それぞれの相対的な重要性について意見が分かれることが多いからである。これを解決するためには、各次元を統合し、バランスをとり、調和させる必要がある。例えば、人間は生態系の完全性を優先するか、妥協するかを選択できる。
持続可能な開発目標は非現実的だという意見さえある。人間の普遍的な幸福を目指すその目標は、地球とその生態系の物理的限界と相反している。

## SX
SX（Sustainability Transformation〈サステナビリティ・トランスフォーメーション〉）とは、「環境価値・社会価値と経済価値を両立させる」ための持続可能性を伴う変化のことである。